# アメノナカノ青空
『アメノナカノ青空』（あめのなかのあおぞら）は、イム・スジョンとキム・レウォン共演によるラブロマンスの韓国映画。原題は『...ing』、ハングル表記は『아이엔지』。

## ストーリー
病気がちで内気な少女ミナ（イム・スジョン）が、若いカメラマンのヨンジェ（キム・レウォン）と恋に落ちるが・・・。互いを思いやる純粋な気持ちを繊細に描く切ないラブ・ストーリー。

## 登場人物
- カン・ミナ - イム・スジョン [1] [2] [3]
- イ・ヨンジェ -  キム・レウォン
- ミスク -  イ・ミスク（朝鮮語版）
- ユンジョン -  チャン・ヒス
- 家政婦のおばさん -  キム・ジヨン
- 警備のおじさん -  キム・インムン
- 「旗手」（交通整理） -  チェ・ドンムン

## 関連商品
- 2005年11月25日 - 角川文庫より原作本として、「アメノナカノ青空」イ・オニ(著), 竹内さなみ(著)
- 2006年4月27日 - 松竹ホームビデオからDVD発売